# Liste der Verteidigungsminister Ungarns
Diese Liste umfasst alle Verteidigungsminister Ungarns.

## 1849–1849Ungarische Revolution
- Graf Lajos Batthyány, 7. April 1848 – 23. Mai 1848
- Lázár Mészáros, 23. Mai 1848 – 6. Mai 1849
- Artúr Görgei, 7. Mai 1849 – 7. Juli 1849
- Ludwig Aulich, 14. Juli 1849 – 11. August 1849

## 1867–1918Österreich-Ungarn
- Graf Gyula Andrássy, 17. Februar 1867 – 14. November 1871
- Graf Menyhért Lónyay, 14. November 1871 – 4. Dezember 1872
- József Szlávy, 4. Dezember 1872 – 15. Dezember 1872
- Béla Szende, 15. Dezember 1872 – 18. August 1882
- Graf Gedeon Ráday, 19. August 1882 – 26. Dezember 1883
- Baron Béla Orczy, 2. Januar 1884 – 28. Oktober 1884
- Baron Géza Fejérváry, 28. Oktober 1884 – 27. Juni 1903
- Dezső Kolossváry, 27. Juni 1903 – 3. November 1903
- Sándor Nyíri, 3. November 1903 – 18. Juni 1905
- Ferenc Bihar, 18. Juni 1905 – 6. März 1906
- Béla Pap, 6. März 1906 – 8. April 1906
- Sándor Wekerle, 8. April 1906 – 14. April 1906
- Lajos Jekelfalussy, 14. April 1906 – 16. Januar 1910
- Baron Samu Hazai, 16. Januar 1910 – 19. Februar 1917
- Baron Sándor Szurmay, 19. Februar 1917 – 31. Oktober 1918

## 1918–1919
- Béla Linder, 31. Oktober 1918 – 9. November 1918
- Albert Bartha, 9. November 1918 – 12. Dezember 1918

### Erste Ungarische Republik
- Graf Sándor Festetics, 29. Dezember 1918 – 18. Januar 1919
- Vilmos Böhm, 18. Januar 1919 – 21. März 1919

### Ungarische Räterepublik
- József Pogány, 21. März 1919 – 3. April 1919
- Béla Kun, 3. April 1919 – 24. Juni 1919, zusammen mit:
  - Vilmos Böhm,
  - Rezső Fiedler,
  - József Haubrich,
  - Béla Szántó

### Gegenrevolutionär
- Zoltán Szabó, 5. Mai 1919 – 31. Mai 1919
- Miklós Horthy, 31. Mai 1919 – 12. Juli 1919
- Sándor Belitska, 12. Juli 1919 – 12. August 1919

### Republik Ungarn
- Ferenc Schnetzer, 15. August 1919 – 24. November 1919
- István Friedrich, 24. November 1919 – 29. Februar 1920

## 1920–1946Königreich Ungarn
- István Friedrich, 29. Februar 1920 – 15. März 1920
- Vitéz Károly Soós, 15. März 1920 – 19. Juli 1920
- István Sréter, 19. Juli 1920 – 16. Dezember 1920
- Sándor Belitska, 16. Dezember 1920 – 28. Juni 1923
- Graf Károly Csáky, 28. Juni 1923 – 10. Oktober 1929
- Vitéz Gyula Gömbös, 10. Oktober 1929 – 2. September 1936
  - Vitéz Miklós Kozma, 14. Mai 1936 – 7. August 1936 (vorübergehend)
- József Somkuthy, 2. September 1936 – 6. Oktober 1936
- Vilmos Rőder, 6. Oktober 1936 – 14. Mai 1938
- Vitéz Jenő Rátz, 14. Mai 1938 – 15. November 1938
- Vitéz Károly Bartha, 15. November 1938 – 24. September 1942
- Vitéz Vilmos Nagy, 24. September 1942 – 12. Juni 1943
- Vitéz Lajos Csatay, 12. Juni 1943 – 16. Oktober 1944

### Pfeilkreuzler
- Károly Beregfy, 16. Oktober 1944 – 27. März 1945

### Unter Sowjetischer Besatzung
- János Vörös, 27. März 1945 – 15. November 1945
- Jenő Tombor, 15. November 1945 – 1. Februar 1946

## 1946–1949Republik Ungarn
- Jenő Tombor, 1. Februar 1946 – 25. Juli 1946
- Ferenc Nagy, 25. Juli 1946 – 21. August 1946
- Albert Bartha, 21. August 1946 – 15. März 1947
- Lajos Dinnyés, 15. März 1947 – 24. September 1947
- Péter Veres, 24. September 1947 – 9. September 1948
- Mihály Farkas, 9. September 1948 – 20. August 1949

## 1949–1989Volksrepublik Ungarn
- Mihály Farkas, 20. August 1949 – 4. Juli 1953
- István Bata, 4. Juli 1953 – 26. Oktober 1956
- Károly Janza, 26. Oktober 1956 – 3. November 1956
- Pál Maléter, 3. November 1956 – 4. November 1956 (Ungarischer Volksaufstand)
- Ferenc Münnich, 12. November 1956 – 1. März 1957
- Géza Révész, 1. März 1957 – 17. Mai 1960
- Lajos Czinege, 17. Mai 1960 – 6. Dezember 1984
- István Oláh, 6. Dezember 1984 – 15. Dezember 1985
- Ferenc Kárpáti, 15. Dezember 1985 – 23. Oktober 1989

## Seit 1989Republik Ungarn/Ungarn
- Ferenc Kárpáti, 23. Oktober 1989 – 23. Mai 1990
- Lajos Für, 23. Mai 1990 – 15. Juli 1994
- György Keleti, 15. Juli 1994 – 8. Juli 1998
- János Szabó, 8. Juli 1998 – 27. Mai 2002
- Ferenc Juhász, 27. Mai 2002 – 9. Juni 2006
- Imre Szekeres, 9. Juni 2006 – 29. Mai 2010
- Csaba Hende, 29. Mai 2010 – 9. September 2015
- István Simicskó, 9. September 2015 – 18. Mai 2018
- Tibor Benkő, 18. Mai 2018 – 24. Mai 2022
- Kristóf Szalay-Bobrovniczky, seit 24. Mai 2022